# 装甲騎兵ボトムズ ウド・クメン編
『装甲騎兵ボトムズ ウド・クメン編』は、タカラ（現タカラトミー）が1998年4月2日に発売したPlayStation用ゲームソフト。

## 概要
本作はサンライズのテレビアニメ『装甲騎兵ボトムズ』を題材にした3Dシューティングゲームである。タイトル通り、原作前半のウドとクメンでのストーリーをベースにしている。
なお、初回限定として「DM（デュアルモデル）のスコープドッグ」が同梱された「レッドショルダーBOX」も発売された。

## ゲームシステム
ゲームは3Dシューティングアクションゲーム形式で、プレイヤーはキリコ・キュービィーとなってATを操作し、射撃武器と格闘武器を使いこなしてステージを進んでいく。ローラーダッシュとターンピックによる方向転換も再現されている。
スタート時のATの血液といえるPR（ポリマーリンゲル）液の配分が重要で、腕と脚の動作をする度にPR液を消費していく。そのPR液の劣化を抑えるためには、ある程度操作を抑えるか、腕と脚の動作数値を自身で調節する必要がある。
射撃武器は無制限（120発の弾数制限で、撃ち尽くすと強制的に弾薬を再装填する）の連発式のヘビーマシンガンのみだが、途中から弾数制限のあるサブウェポン（ミサイルポッド、バルカン砲、アームソリッドシューター、機銃、バルカン）が備わる。格闘モードでは通常打撃と、AT特有の打撃武器アームパンチが用いられる。アームパンチも同じく回数制限が付く。また、特殊攻撃でMD（ミッションディスク）によるものがあり、このMDによってPR液の消費が激しいものの、様々な攻撃をバリエーションに加えることができる。
ステージ開始にはビジュアルシーンでストーリーが流れた後に自機の装備を調え、クリア条件を確認してスタンバイするセッティングシーンがあり、セッティングを終えた後にステージを条件を満たしてクリアすることが目的となる。
自機の破損状況や、クリア時間によってランクがS、A、B、D、Eまでの5段階評定となる。

## ミッションディスク
特殊攻撃扱いとなるミッションディスクは全5種類となる。
ゲームをクリアしたセーブデーターでは、今まで手に入れたMDによる特殊攻撃をどのステージ（MISSON5を除く）でも使用できるようになっている。
キック
最初から持っているMD。キック攻撃を使うが殆ど役に立たない。
オールラウンドバースト
原作でもあったターンピックによって回転しながら周囲を無差別に銃撃する攻撃。
ウェポンセレクター
MISSON5でのRSC時のみで強制使用される。装備武器を変更。
ダブルアームパンチ
強力な打撃武器であるアームパンチを二連発で相手に叩き込む。
オートトラッキング
敵を発見すると、遠距離からでも自動的に相手を捉える非常に便利な攻撃方法だが、PRの消耗も激しい。

## 登場AT
本作では操作できるATはスコープドッグとマーシィドッグ、そしてMISSON5でRSCを動かす以外は敵メカ、もしくは友軍として登場する。
但し、友軍ATはビジュアルでのみ登場し、援護してくれるというわけではない。
- ATM-09-ST スコープドッグ
- ATM-09-RSC スコープドッグレッドショルダーカスタム
- ATM-09-WP マーシィドッグ
- ATM-09-STC ストロングバックス
- ATM-09-SSC パープルベアー
- ATM-09-GC ブルーティッシュドッグ
- ATH-14-WP スタンディングタ-トル
- ATH-14-WPC スナッピングタートル
- ATH-06-WP ダイビングビートル
- ATH-Q64-WP ベルゼルガ

## ステージ
全10ステージからなり、それぞれ原作の話に準じたものとなる。
- MISSON1　「バトリング」

原作第4話
- MISSON2　「終戦」

原作第1話
- MISSON3　「襲撃」

原作第7話
- MISSON4　「罠」

原作第8話
- MISSON5　「レッドショルダー」

原作第10、11話
- MISSON6 「逆襲」

原作第11話
- MISSON7　「絆」

原作第12話
- MISSON8　「脱出」

原作第12、13話
- MISSON9　「アッセンブルEX-10」

原作第14話
- MISSON10　「疑惑」

原作第14、15話

## キャスト
テレビオリジナルのキャスティングで登場する。
- キリコ　郷田ほづみ
- フィアナ　弥永和子
- ゴウト　富田耕生
- バニラ　千葉繁
- ココナ　川浪葉子
- ロッチナ　銀河万丈
- ボロー　緒方賢一
- イスクイ　屋良有作
- コニン　キートン山田
- カン・ユー　広瀬正志